# Джей Джей Лехто
Юрки Юхани Ярвилехто познат повече като „Джей Джей Лехто“ (на фински Jyrki Juhani Järvilehto, „JJ Lehto“) е финландски автомобилен състезател, бивш пилот от Формула 1, двукратен (1995, 2005) победител в състезанието за издръжливост - 24-те часа на Льо Ман, победител в сериите ALMS за 2004 година, пилотирал още болиди от: CART сериите (1998), DTM (1995, 2002), ITC (1995, 1996), FIA GT (1997) и SpeedCar (2008).

## Кратка биография
Роден е на 31 януари 1966 г. в Еспоо, Финландия, започва своята състезателна кариера с картинг и продължава в скандинавските нискоразрядни автомобилни серии. Състезава се в Скандинавската Формула Форд. От средата на 80-те години на ХХ-век става протеже на Световния шампион от 1982 година във Формула 1 - Кеке Розберг. Розберг първо променя името му (подобно на начина по който променя собственото си от Keijo Erik на Кеке когато започва състезателната си кариера), което е твърде завързано и използвайки само първите букви на името му му придава британското звучене – Джей Джей.
През 1988 година доминира в Британската Формула 3, печелейки титлата.

## Формула 1
През 1989 година е поканен да проведе тестове с тима на Ферари. Няколко месеца по-късно прави своя дебют с малкия отбор на Оникс. Финансови трудности карат собствениците на „Оникс“ да се откажат от участие в Световният шампионат на Формула 1 през 1990 година.
Джей Джей преминава в друг нискобюджетен тим – БМС Скудериа Италия в който се състезава до 1992 година когато и те напускат по същите причини. За сезон 1993 Джей Джей подписва с новосформирания швейцарски тим Заубер. През 1994 година подписва с Бенетон Формула 1, ставайки съотборник с новоизгряващата тогава звезда - Михаел Шумахер.
В края на годината прекратява своята кариера във Формула 1, продължавайки да се състезава в други автомобилни спортни серии. Участва в състезанието 24-те часа на Льо Ман 10 пъти, в които записва 2 крайни победи: през 1995 година с Макларън F1 GTR, и през 2005 с Ауди R8. В периода 1995-1996 година участва в Световния Туринг шампионат (5-и през 1996). През 1997 завършва втори в генералното класиране на ФИА Гран Туризмо шампионат, а през 1998 година опитва своя късмет зад океана в КАРТ сериите (20-и, 25 точки). От 1999 до 2005 година се състезава в „Американските серии Льо Ман“, като като печели шампионата през 2004 с Ауди R8.